# Jimmy Maketta
Jimmy Maketta (nascido entre 1964–1965) é um estuprador e assassino em série sul-africano que, em 2007, foi considerado culpado de 16 assassinatos e 19 estupros. Um psiquiatra descreveu-o como psicopata.
Maketta descreveu como, de Abril a Dezembro de 2005, ele atacou trabalhadores rurais a partir de uma colina nas noites de sexta-feira perto da cidade de Philippi, Cidade do Cabo.